# 巴扬勒·贾尔卡赛汗
巴扬勒·贾尔卡赛汗（1915年—2005年），蒙古族，蒙古乔巴山省（今东方省）人，蒙古人民共和国政治人物。

## 生平
1915年，贾尔卡赛汗生于乔巴山省的一个牧民家庭，先后毕业于小学、中学、党校和莫斯科东方研究学院。1934年起，贾尔卡赛汗在蒙古革命青年团组织里工作，曾任团委员会主席、团中央的部长等职务。他还历任青年杂志社、学术研究杂志社、文艺杂志社、青年团报社的社长，蒙古科学院院长，蒙古作家协会主席等职务。
1941年起，贾尔卡赛汗转入外交系统任职，曾任大使馆秘书、大使、外交部司长、部长等职。1950年6月，贾尔卡赛汗成为首任蒙古人民共和国驻中华人民共和国大使。1950年7月3日，贾尔卡赛汗向中央人民政府主席毛泽东呈递蒙古人民共和国小呼拉尔主席团的国书。
1952年，中华人民共和国建国3周年前夕，蒙古领导人决定访华，这是中华人民共和国首次接待国宾。1952年9月28日，蒙古人民革命党中央委员会总书记、部长会议主席泽登巴尔飞抵北京南苑机场，随行人员共4人：副总理兼外交部长恩·拉姆苏伦、外交部总秘书长普尔布扎勒、东方司副司长都勒布尔金、泽登巴尔的秘书乌勒吉巴雅尔。另两位成员即教育部长巴扎尔·锡林迪布、驻华大使贾尔卡赛汗已先期在北京。
贾尔卡赛汗任驻华大使至1953年6月，随后被巴扬巴托·奥其尔巴特接替。回国后，贾尔卡赛汗出任蒙古外交部长。
1947年起，贾尔卡赛汗当选为蒙古人民革命党中央委员会委员。1956年起，担任蒙古人民革命党中央委员会对外联络部部长。
1951年起，贾尔卡赛汗当选为蒙古大人民呼拉尔委员，1957年当选为大人民呼拉尔外事委员会主席。1959年4月1日，蒙古大人民呼拉尔选举贾尔卡赛汗为大人民呼拉尔主席。1960年4月8日，大人民呼拉尔主席、蒙古人民革命党中央委员会委员巴扬勒·贾尔卡赛汗率蒙古人民共和国大人民呼拉尔代表团，应全国人民代表大会常务委员会委员长朱德的邀请，到达北京开始对中华人民共和国进行友好访问。